# Juan Bautista de Anza
Juan Bautista de Anza (červenec 1736, Fronteras, Sonora, Mexiko – 19. prosince 1788, Arizpe, Sonora) byl španělský cestovatel a důstojník, indiánského původu. V roce 1744 cestoval z Tubaku na řece Santa Cruz přes řeky Magdaléna a Conceptión k pohoří Kalifornie, které překročil a dospěl do míst, kde leží město Los Angeles u Tichého oceánu. V roce 1745 prošel podél pobřeží od San Gabriel přes Monterey až k zálivu, objevenému Gasparem Portolou, kde založil misii San Francisco, nejsevernější bod španělského panství v Severní Americe. V letech 1777 až 1788 byl guvernérem Nového Mexika.